# Municipio de Casimiro Castillo
El municipio de Casimiro Castillo es un municipio de la Región Costa Sur del estado de Jalisco, México.

## Historia
Esta tierra anteriormente era llamada La Resolana, nombre que ahora solo lleva su cabecera municipal. Las tierras de esta población pertenecieron originalmente a varias familias potentadas del siglo XIX y de principios del XX, de apellidos González Corona, Álvarez Barragan, Michel y Elórtegui. A fines del siglo XIX se construyó el casco de la hacienda e incrementó la agricultura llegando a ser una de las más prósperas de la costa de Jalisco.
En 1920 La Resolana se convirtió en agencia municipal. En 1923 el agrarismo le quitó propiedades y por ello ocasionó dificultades a los propietarios con los ejidatarios. En marzo de 1924 se erigió en comisaría municipal y se creó la oficina del registro civil. En el año de 1933 murió asesinado el propietario de la exhacienda dentro de la misma, Don Julio Castillo; dejando huérfanos a sus 3 hijos.
En el año de 1934 por resolución presidencial se convirtió en ejido nombrándosele "Ejido La Resolana". Por decreto número 4,534 publicado el 8 de abril de 1939, se erigió en delegación municipal, la congregación de La Resolana.
El 11 de diciembre de 1943 por decreto número 4916, la delegación de La Resolana se elevó a la categoría de municipalidad tomando el nombre de Casimiro Castillo en memoria del paladín de la reforma agraria y diputado por el distrito de Autlán, quien fue asesinado en 1925.

## Descripción geográfica

### Ubicación
El municipio de Casimiro Castillo se localiza en la región Costa Sur del estado de Jalisco. Sus municipios colindantes son Cuautitlán de García Barragán, La Huerta, Autlán de Navarro y Villa Purificación. Tiene una extensión territorial de 528.64 kilómetros cuadrados.
El municipio colinda al norte con los municipios de Villa Purificación y Autlán de Navarro; al este con los municipios de Autlán de Navarro y Cuautitlán de García Barragán; al sur con los municipios de Cuautitlán de García Barragán y La Huerta; al oeste con los municipios de La Huerta y Villa Purificación.

## Medio físico
El 53.1% del municipio tiene terrenos montañoso y la roca predominante es la extrusiva intermedia (40.0%) se trata de rocas ígneas de origen volcánico vertido a la superficie a través de fisuras o volcanes. El suelo predominante es el regosol (49.0%), son de poco desarrollo, claros y pobres en materia orgánica pareciéndose bastante a la roca que les da origen. La cobertura de suelo la mantiene el bosque (43.0%), ya que es el uso de suelo dominante en el municipio.

### Hidrografía
Los tipos de recursos hídricos del municipio están constituidos por aguas subterráneas, ríos y lagos. El territorio está ubicado dentro de 3 acuíferos de los cuales el 97.5% no tienen disponibilidad y el 2.5% se encuentra con disponibilidad de agua subterránea.
El territorio municipal está dentro de las cuencas Canoas, Río Marabasco A, Río Purificación de las cuales el 100.0% tienen disponibilidad y el 0% presentan déficit de disponibilidad de agua superficial.
Sus recursos hidrológicos son proporcionados por los ríos y arroyos que conforman las cuencas hidrológicas río Purificación y río Cihuatlán pertenecientes a la región hidrológica Pacífico Centro. Están los arroyos: Carmesí, Limonera, Calera y Tecolote. Los manantiales más importantes son: El Guamúchil y El Chipiltitán. También se encuentra la laguna El Capulín.

### Clima, temperatura y precipitación
La mayor parte del municipio de Casimiro Castillo (94.4%) tiene clima cálido subhúmedo. La temperatura media anual es de 25.2 °C, mientras que sus máximas y mínimas promedio oscilan entre 36.2 °C y 14 °C respectivamente. La precipitación media anual es de 1,454mm con régimen de lluvias en los meses de julio y agosto. Los vientos dominantes son de dirección norte. El promedio anual de días con heladas es de 2.

## Sequía
A nivel municipal la sequía moderada es la que tiene una mayor distribución con un 52.1%, en menor distribución se encuentran condiciones severas y extremas con el 26 y 17 por cineto respectivamente.

## Áreas naturales protegidas
Casimiro Castillo alberga 1 área natural protegida con una superficie de 18,919.8 hectáreas (ha) lo que representa el 35.8% de todo el territorio municipal. Además, se cuenta con 15.3% de humedales. El área natural protegida lleva por nombre Sierra de Manantlán.

## Flora y fauna

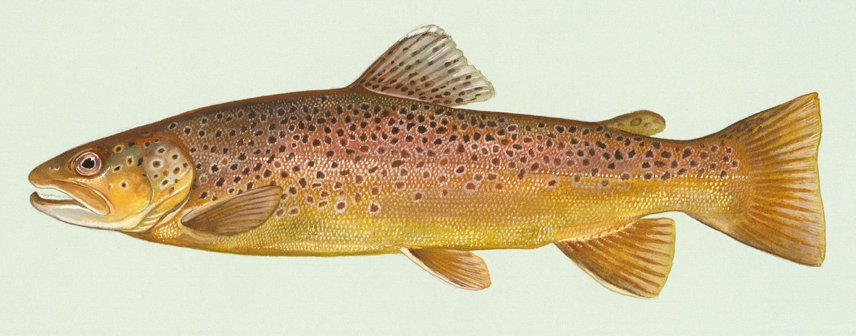
La trucha habita en el municipio.

La vegetación es variada, cuenta con especies como: encino, pino, parota, rosa morada, primavera, cedro y huizache.
La fauna la representan especies como: venado, zorrillo, iguana, lagartija, culebra (varias especies), escorpión, tarántula, garrapata, armadillo, conejo, tlacuache, truchas, chacal, chopas, tigrillo y garzas.

## Demografía y localidades
El municipio de Casimiro Castillo pertenece a la Región Costa Sur, según el Censo de Población y Vivienda 2020, su población en ese año era de 20,548 personas; de las cuales el 49.6 por ciento eran hombres y 50.4 por ciento mujeres. Las y los habitantes del municipio representaban el 13.7 por ciento del total regional. Comparando este volumen poblacional con el del año 2015 (21,584 habitantes), se observa que la población municipal disminuyó un 4.8 por ciento en cinco años. 

### Localidades
En 2020 Casimiro Castillo contaba con 43 localidades, de éstas, 5 eran de dos viviendas y 23 de una. La localidad de La Resolana era la más poblada, con 11,543 personas, que representaban el 56.2% de la población del municipio; le seguía Lo Arado con el 15.3%, Tecomates con el 6.8%, Piedra Pesada con el 5.4% y El Zapotillo con el 4.2% del total municipal.
| Código INEGI      | Localidad         | Población (2020) |
| ----------------- | ----------------- | ---------------- |
| 140210001         | La Resolana       | 11 543           |
| 140210003         | Lo Arado          | 3 140            |
| 140210018         | Tecomates         | 1 394            |
| 140210015         | Piedra Pesada     | 1 110            |
| Otras localidades | Otras localidades | 3 361            |
| Total municipal   | Total municipal   | 20 548           |

## Migración
Su índice de intensidad migratoria fue de 62.52 puntos con un grado de intensidad migratoria medio.

## Pobreza por carencia social
Respecto a las carencias sociales en 2020, destaca que el indicador de carencia por acceso a la seguridad social es el acceso a la seguridad social, con un 62.7 por ciento, que en términos absolutos representa 12,411 habitantes. En contraste, el que menos proporción de población presentó fue el de calidad y espacios de la vivienda, con el 6.4 por ciento. Otros indicadores como el rezago educativo acceso a servicios de salud, acceso a servicios básicos de la vivienda y acceso a la alimentación representaron el 22, 21, 18 y 12 por ciento siguiendo el orden. 

## Infraestructura
El municipio cuenta con 16 servicios públicos, de los cuales destacan 48 escuelas, seguido de 26 instalaciones deportivas o de recreación y templos con 19.

### Salud
De acuerdo con los registros de la secretaría de salud, en el municipio se encuentran 9 unidades de servicio de salud como lo son consultorios, hospitales generales y especializados, oficinas administrativas, farmacias, laboratorios, unidades de medicina familiar, de especialidades médicas y móviles. De las cuales 7 corresponden a la Secretaría de Salud (SSJ), 1 unidad de salud es del Instituto Mexicano del Seguro Social (IMSS) y 1 módulo del Instituto de Seguridad y Servicios Sociales para los Trabajadores del Estado (ISSSTE).

## Economía y empleo
Conforme a la información del Directorio Estadístico Nacional de Unidades Económicas (DENUE) de INEGI, el municipio de Casimiro Castillo cuenta con 1,163 unidades económicas al mes de mayo de 2024 y su distribución por sectores revela un predominio de establecimientos dedicados a Servicios, siendo estos el 44.8% del total en el municipio.

### Empleos
Para junio de 2024 el IMSS reportó un total de 2,841 trabajadores asegurados, lo que representó para el municipio de Casimiro Castillo un incremento anual de 35 trabajadores en comparación con el mismo mes de 2023, debido al alza del registro de empleo formal de algunos de sus grupos económicos principalmente el de Fabricación de alimentos. En función de los registros del IMSS el grupo económico que más empleos presentó dentro del municipio de Casimiro Castillo fue el de Agricultura, ya que en junio de 2024 registró un total de 1,687 trabajadores concentrando el 59.38% del total de asegurados en el municipio. El segundo grupo económico con más trabajadores asegurados fue el de Fabricación de alimentos, que para junio de 2024 registró 488 trabajadores asegurados que representan el 17.18% del total de trabajadores asegurados a dicha fecha. El tercer grupo con mayor grupo de asegurados fue la compraventa de alimentos, bebidas y productos del tabaco.

## Índice de desarrollo municipal (IDM)
Casimiro Castillo obtiene un desarrollo institucional Muy Alto con un IDM-I de 70.7.

## romedio mensual de carpetas de investigación
Durante el periodo de junio 2023 a mayo de 2024, se abrieron un total de 135 carpetas de investigación con un promedio mensual de 11 carpetas abiertas en donde el delito con mayor investigación fue el de lesiones dolosas.

## Turismo
Artesanías
- Elaboración de: bordados, muebles de madera, equipales, talabartería, dulces, macrame, tejidos de gancho y deshilados.

Parques y reservas
- Sierra la Corona.
- Sierra la Cumbre.

Escultura
- Busto de Casimiro Castillo Vigil.
- La Sandía.
- El Melón.
- EL Arado.

 Principales Atractivos
- El Salto, Delegación de Piedra Pesada.
- Laguna El Capulin, Ejido Corral de Piedra.
- La Presa, La Resolana.
- Sierra de Manantlán.
- El Mirador, La Resolana.
- Santuario de La Virgen de Guadalupe, La Resolana.

## Fiestas
Fiestas civiles
- Feria de la Caña: último sábado de abril.
- Feria del Melón: del 25 de diciembre hasta el 3 de enero (Piedra Pesada)
- CantoyaFest: Festival de Globos de Cantoya celebrado el 16 de septiembre con un concurso.

Fiestas religiosas
- Fiesta en honor del Señor San José: del 10 al 19 de marzo.
- Fiesta en honor de María Auxiliadora: del 16 al 24 de mayo (en el Ejido El Chico).
- Fiesta en honor a (Nuestra Señora de Fátima). Mayo del 5 al 13 en (Piedra Pesada).
- Fiesta en honor a (San Isidro Labrador) del 6 al 15 de mayo (En Lo Arado)